# French Connection

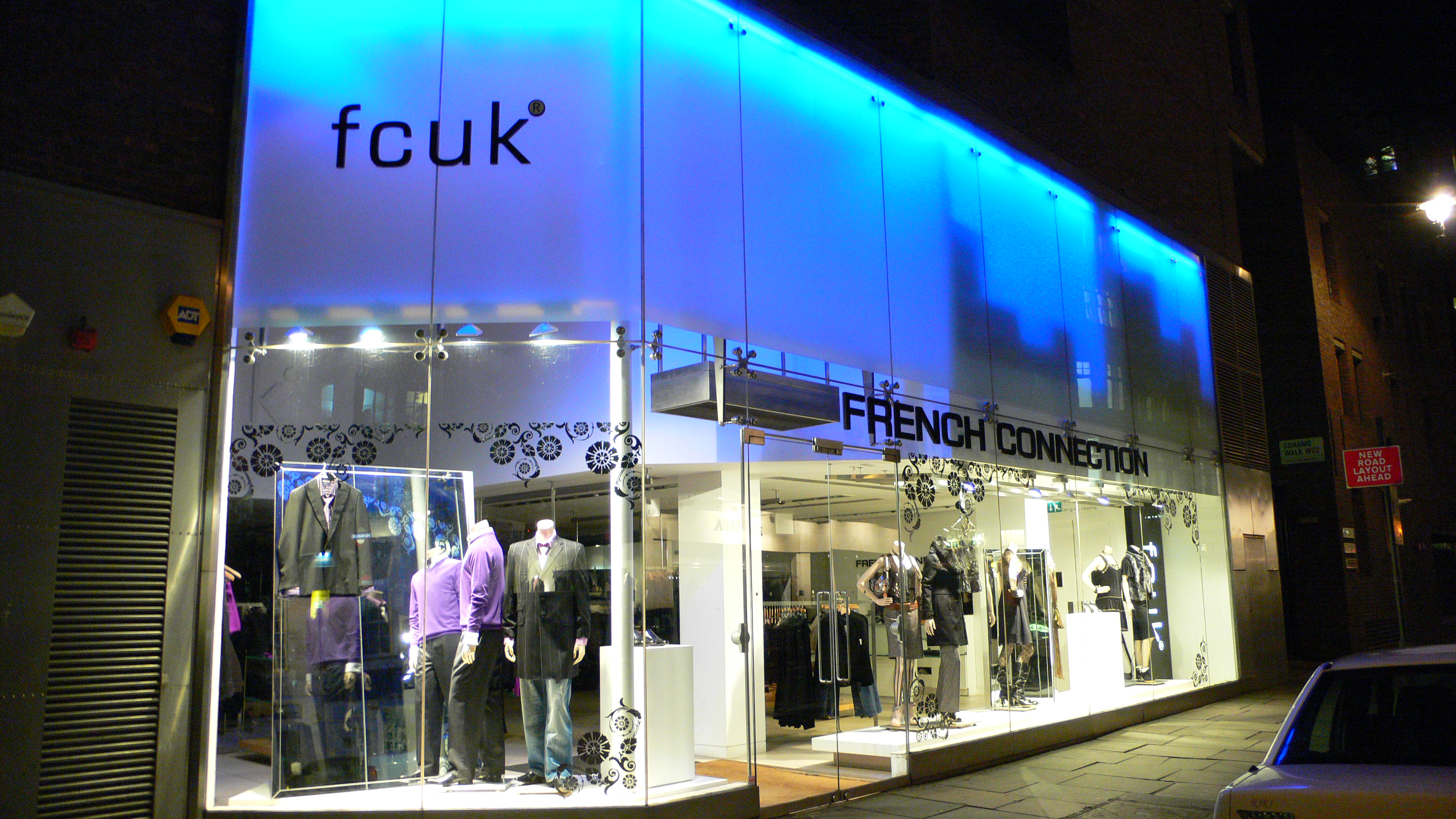
French Connection專門店

FCUK（French Connection United Kingdom）是英國服裝公司French Connection所擁有的服飾品牌。成立於1972年，初期只以「French Connection」作為品牌名的該公司，自1997年時開始大規模地推廣其新的品牌名稱縮寫「fcuk」（通常採全小寫方式標示），由於名稱縮寫十分接近英文粗口「fuck」而容易被混淆，反而提高了知名度。主要銷售地區為歐洲、北美、亞洲與澳大利亞的French Connection，總部設於倫敦。

## 外部連結
- French Connection官方網站 （页面存档备份，存于）